# José Agustín Molina
José Agustín Molina (San Miguel de Tucumán, septiembre de 1773 - San Miguel de Tucumán, octubre de 1838) fue un sacerdote católico argentino, de destacada acción política en la década que siguió a la Revolución de Mayo. Fue el primer obispo de Tucumán, ejerciendo entre 1836 y 1838.

## Biografía
Realizó sus primeros estudios en Tucumán y los continuó en Córdoba, donde se doctoró en teología en 1795 y al año siguiente se ordenó sacerdote. Fue docente en la Universidad de Córdoba, donde dictó cátedra de teología y escribió sus primeros versos.
En 1804 se trasladó a Tucumán, donde fue nombrado vicario, es decir, el representante del obispo de Salta.
Apoyó la Revolución de Mayo y tuvo activa participación en la política de los años posteriores. Tuvo un papel principal en la decisión de Tucumán de solicitar al general Manuel Belgrano que defendiera la ciudad de la invasión realista del general Pío Tristán en 1812. Al producirse la victoria de Tucumán fue elegido para pronunciar la oración sagrada y patriótica durante el Tedeum realizado para celebrarla.
En 1815 fue elegido diputado al Congreso de Tucumán, pero presentó su renuncia y en su lugar fue nombrado José Ignacio Thames. Fue secretario del Congreso durante los diez meses en que este sesionó en Tucumán. Fue el autor, junto con su exprofesor fray Cayetano Rodríguez, del "Redactor del Congreso", especie de crónicas de las sesiones; por haberse perdido las Actas oficiales, las páginas del "Redactor" son la única fuente de información que queda de las sesiones del Congreso. Renunció al cargo de secretario cuando el Congreso se trasladó a Buenos Aires.
Al año siguiente fue nuevamente elegido diputado, para reemplazar al también renunciante diputado Serapión de Arteaga, pero como la renuncia de este nunca fue tratada, no se incorporó al Congreso.
En 1823 se incorporó a la legislatura tucumana, donde se manifestó partidario del gobernador unitario Javier López; fue uno de los firmantes de la sentencia de muerte contra el caudillo Bernabé Aráoz.
Durante años fue vicario foráneo de la parte sur de la diócesis de Salta hasta que en agosto de 1836 fue ordenado obispo de Camaco, una antigua ciudad cristiana de Medio Oriente, desaparecida hacía siglos. El nombramiento de obispos de diócesis desaparecidas fue un ardid utilizado por los Papas del siglo XIX para evitar las discusiones sobre el Patronato Eclesiástico que había ejercido el Rey de España y pretendían continuar ejerciendo los gobiernos de la América española independiente. Su sede estaba en San Miguel de Tucumán, de modo que se le considera el primer obispo de la actual Arquidiócesis de Tucumán.
Al enterarse del nombramiento escribió su renuncia, pero el gobernador de Tucumán, Alejandro Heredia, lo forzó a aceptar el nombramiento. Es que, de esa manera, la Provincia de Tucumán se independizaba eclesiásticamente de la Provincia de Salta.
Además de sus actividades políticas y pastorales, Molina era poeta de inspiración clásica; escribió y publicó numerosos versos religiosos, patrióticos, costumbristas o religiosos. Entre otras obras, se conservan una Oda al vencedor de Tucumán y Salta y un himno a La jornada de Maipú.
Falleció en Tucumán en octubre de 1838.